# Alexander Sergejewitsch Dawydow

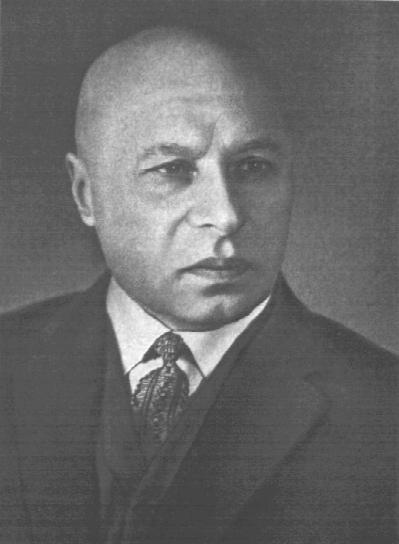
Alexander Dawydow

Alexander Sergejewitsch Dawydow (russisch Александр Сергеевич Давыдов; ukrainisch Олександр Сергійович Давидов/Oleksandr Serhijowytsch Dawydow; englische Transliteration Aleksandr Sergeevich Davydov; * 26. Dezember 1912 in Jewpatorija, Russisches Kaiserreich; † 19. Februar 1993 in Kiew, Ukraine) war ein sowjetisch-ukrainischer Physiker.
Dawydow schloss sein Physikstudium an der Lomonossow-Universität in Moskau 1939 ab. Während des Zweiten Weltkriegs arbeitete er in einer Flugzeugfabrik in Ufa. Danach war er von 1945 bis 1953 am Physikalischen Institut der Ukrainischen Akademie der Wissenschaften in Kiew. 1954 bis 1964 war er Professor an der Lomonossow-Universität in Moskau (und gleichzeitig 1953 bis 1956 am Kernforschungszentrum Obninsk) und danach wieder ab 1964 am Physik-Institut der Akademie der Wissenschaften der Ukrainischen SSR. Ab 1966 war er an deren Bogoljubow-Institut, dem Institut für theoretische Physik der Akademie, an dem er auch von 1973 bis 1988 Direktor war. Er blieb auch danach Ehren-Direktor. 
Dawydow ist bekannt für seine Arbeiten über Molekülphysik und -optik (Davydov-Aufspaltung) und beschäftigte sich mit kollektiven Kernanregungen (Rotationsanregungen deformierter Kerne im Davydov-Filippov-Modell). Später wandte er sich auch der Biophysik zu. Er führte auch nach ihm benannte Solitonen-Anregungen in Molekülen ein (Davydov-Soliton), ursprünglich um die Wirkungsweise von Muskeln zu erklären. Bekannt ist er auch für sein Quantenmechanik Lehrbuch, das auch ins Deutsche übersetzt wurde. In den 1940er Jahren führte er unabhängig von William Rarita und Julian Schwinger eine Wellengleichung für Spin-3/2-Teilchen ein. In den 1980er Jahren entwickelte er auch eine Solitonentheorie der Hochtemperatur-Supraleiter.
Er war von 1964 an Akademiemitglied der ukrainischen Akademie der Wissenschaften.

## Schriften
- Theorie der Absorption von Licht durch Molekül-Kristalle (russisch), Kiew 1951
- Theorie des Atomkerns. Deutscher Verlag der Wissenschaften, Berlin 1963 (XII, 597). (russisch: Nauka, Moskau 1958)
- Quantenmechanik, 1967, 5. Auflage 1978, Berlin, VEB Deutscher Verlag der Wissenschaften (russisch: Nauka, Moskau 1963, 2. Auflage 1973, englische Übersetzung Pergamon Press 1965, auch japanisch, polnisch, tschechisch)
- Theory of Molecular Excitons, McGraw Hill 1962, Plenum Press 1971 (russisch 1968)
- Theorie der Festkörper, Nauka, Moskau 1980 (russisch, auch in französischer und spanischer Übersetzung)
- Biology and Quantum Mechanics, Pergamon Press 1982
- Solitons in Molecular Systems, Reidel 1985, 1991 (russisch 1984)
- Solitonen in der Bioenergetik, Kiew 1986 (russisch)
- Hochtemperatur-Supraleitung, Kiew 1990 (russisch)